# Andreas Hönisch
Andreas Hönisch, né le 3 octobre 1930 à Halberschwerdt en Silésie et mort le 25 janvier 2008 à Blindenmarkt en Basse-Autriche, est un prêtre catholique allemand fondateur de la Katholische Pfadfinderschaft Europas  (association allemande de l'Union internationale des guides et scouts d'Europe) en 1976 et de la congrégation des Serviteurs de Jésus et Marie en 1988.

## Biographie
Andreas Hönisch passe son enfance en Silésie et fait ses études au collège jésuite Saint-Louis-de-Gonzague (Aloisiuskolleg) de Bad Godesberg. Il entre dans la Compagnie de Jésus en 1952 dans leur noviciat de Jakobsberg en Rhénanie-Palatinat, puis il continue ses études à Tisis dans le Vorarlberg, près de Feldkirch. Il poursuit sa philosophie entre 1954 et 1957 à l'École supérieure de philosophie de Munich. Il est envoyé par la Compagnie étudier les langues de 1957 à 1960 à Manille aux Philippines et à Yokosuka au Japon. Il enseigne l'anglais et l'allemand à l'Université Sophia de Tokyo, puis fait ses années de théologie de 1960 à 1964 à l'École supérieure de philosophie et de théologie de Francfort-sur-le-Main. Il est ordonné prêtre en 1963 par Bengsch, archevêque de Berlin. Il fait son Troisième An à Paray-le-Monial en Bourgogne en 1964-1965, puis il s'occupe de la jeunesse et enseigne la religion et le catéchisme à Berlin. De 1966 à 1977, il est vicaire à Giessen en Hesse et s'occupe notamment de former des troupes de la Deutsche Pfadfinderschaft Sankt Georg (Association scoute catholique allemande Saint Georges). Il connaît à cette époque les bouleversements que traverse l'Église catholique avec de nombreuses défections de prêtres, de religieux et de religieuses. Il est en désaccord avec les options de la Compagnie qui tourne le dos à son apostolat traditionnel en choisissant des formes de vies nouvelles.
En 1976, le père Hönisch fonde avec Günther Walter la Katholische Pfadfinderschaft Europas qui suit la méthode de l'Association des guides et scouts d'Europe en opposition aux évolutions progressistes dans la Deutsche Pfadfinderschaft Sankt Georg, bientôt suivies d'autres, mais les changements de mentalité des organes dirigeants du scoutisme germanophone ont pour conséquence une incompréhension mutuelle. La Katholische Pfadfinderschaft Europas fonde nombre de groupes en Autriche et en Allemagne, mais le nouveau provincial jésuite interdit au Père Hönisch de poursuivre son œuvre. Il obéit, conseillé par Joseph Ratzinger, et il est chassé de la Compagnie qui a pris une option résolument différente. Il est incardiné par Josef Stimpfle dans son diocèse d'Augsbourg.
Dans le courant des années 1980, un certain nombre d'anciens scouts et guides d'Europe viennent trouver Andreas Hönisch pour se diriger vers la prêtrise. Il les présente à d'autres congrégations et finalement décide en 1988 avec quelques compagnons de fonder une nouvelle congrégation biritualiste, c'est-à-dire suivant le rite latin traditionnel, mais pouvant également célébrer dans le nouvel Ordo Missae de 1969.
La naissance de la congrégation des Serviteurs de Jésus et Marie a lieu le 30 mai 1988 à Mussenhausen, village appartenant à la municipalité de Markt Rettenbach. Il est soutenu par Josef Stimpfle, évêque d'Augsbourg qui en fait une union de droit diocésain. La spiritualité de la nouvelle congrégation est résolument ignatienne. Le successeur de Stimpfle, Viktor Dammertz, interdit la fondation du père Hönisch qui doit donc déménager en 1995 à Blindenmarkt en Basse-Autriche, près de Melk, où elle ouvre un séminaire. Pourtant la congrégation des Serviteurs de Jésus et Marie avait reçu l'approbation du Saint-Siège par la commission Ecclesia Dei en juillet 1994. Le père Hönisch demeure supérieur général de sa congrégation jusqu'à sa mort le 25 janvier 2008 à Blindenmarkt, en Basse-Autriche,.
La congrégation est active aujourd'hui en Allemagne (où elle dirige en particulier un internat) et en Autriche, avec des missions en Belgique, au Kazakhstan (auprès notamment de descendants d'Allemands de la Volga déportés), en Roumanie (où ils s'occupent en particulier d'un asile de vieillards) et en Ukraine. En France, ils ont été invités par l'évêque de Fréjus-Toulon, Rey, à s'occuper d'une paroisse et à faire de l'apostolat auprès de la jeunesse.
La congrégation, sans compter les séminaristes, comprend en 2011 une cinquantaine de prêtres et de frères.
En janvier 2023, la SJM a annoncé que la Curie romaine avait reçu une demande d'investigation sur les activités d'Hönisch. Le Dicastère pour les instituts de vie consacrée et les sociétés de vie apostolique a considéré qu'une enquête était appropriée. Le père passionniste Gregor Lenzen a été nommé assistant apostolique pour une période de trois ans. Avant même sa première visite, Gregor Lenzen a démissionné, après quoi le prélat Raimund Schreier OPraem a été nommé assistant apostolique de l'enquête le 22 juin 2023.